# Nižnjekamsko umjetno jezero
Nižnjekamsko umjetno jezero (rus. Нижнекамское водохранилище, tat.: Түбән Кама сусаклагычы) – najniži je akumulacijski bazen rijeke Kame, formiran branom Nižnjekamske hidroelektrane blizu grada Naberežnye Čelny, izgrađene 1978. godine, te punjen od 1978. do 1981. godine. Proteže se kroz Tatarsku, Udmurtiju, Baškiriju i Permski kraj u Rusiji. Razina vode umjetnog jezera ovisi o režimu gornjih umjetnih jezera (Kamsko i Votkinsko umjetno jezero).
Prostire se Kamom – 185 km, te po Belaji – 157 km. Umjetno jezero ima površinu od 1084 km², te volumen 2,8 milijardi kubičnih metara. Dugo je 200 km, s najvećom širinom od 15 km. Prosječna dubina je 3,3 m, a najveća 20 m. Punjeno je do razine 62 m iznad morske razine. Plićine s dubinom do 2 m tvore 49% područja. Slivna površina je 366.000 km²

## Planirana razina
Planirana razina umjetnog jezera bila je 68 m iznad morske razine, međutim Tatarski ekološki pokret suprotstavlja se plavljenju Kuljagaške močvare i drugog zemljišta.
Umjetno jezero trebalo je imati površinu od 2580 km², duljinu 270 km, te volumen 12,9 milijardi kubičnih metara.

## Gospodarski značaj
Nižnjekamski akumulacijski bazen je izrađen radi poboljšanja energetike, vodnog prometa, navodnjavanja, vodoopskrbe i ribarstva.
Sljedeći gradovi nalaze se na obali umjetnog jezera: Naberežnye Čelny, Mendelejevsk, Menzelinsk, Sarapul, Neftekamsk, Kambarka i Agidelj.

## Vanjske poveznice
|  | Zajednički poslužitelj ima još gradiva o temi Nižnjekamsko umjetno jezero |